# Калюжный, Алексей Васильевич
Алексе́й Васи́льевич Калю́жный (укр. Олексій Васильович Калюжний; 14 марта 1899, Чернигов — 4 марта 1938, Новая Ухтарка) — советский кинооператор, фотограф, один из основателей украинской операторской школы. Жертва политических репрессий в СССР.

## Биография
Родился 14 марта 1899 года (по другим сведениям в 1896 году) в Чернигове, окончил  реальную школу. В 1916 году поступил в Киевский политехнический институт императора Александра II, образование незаконченное высшее.
Во время учёбы познакомился с пионером украинской фотографии, руководителем Киевского общества фотографов-любителей «Дагерр» профессором Н. А. Петровым и начал заниматься фотографией, снимал моноклем, специализировался на портретах. Вместе с Петровым выполнил несколько портретов видных украинских государственных и политических деятелей.
В 1923—1924 годах работал лаборантом в Мастерской — Театре имени Г. Михайличенко, пробовал себя в режиссуре. Вместе с В. И. Инкижиновым организовал при театре киностудию и снял свою первую киноработу — рекламный анимационный ролик о табаке по заказу Табактреста Украины (1923). Работал корреспондентом, оператором кинохроники Киевского областного отдела Всеукраинского фотокиноуправления (ВУФКУ), в 1925 году — Харьковской съёмочной базы ВУФКУ. Параллельно в 1923—1924 годах преподавал на кинофакультете Государственного музыкально-драматического института имени Н. В. Лысенко.
В 1925—1930 годах — оператор 1-й Одесской госкинофабрики ВУФКУ, преподавал в Одесском техникуме кинематографии на отделении кинотехники.
Калюжный был талантливый художник, со значительными теоретическими знаниями, всегда что-то ищущий, оператор-новатор. Ничего не пряча, всегда любовно и терпеливо передавал свои знания и опыт.
Является одним из основателей украинской операторской школы, теоретик операторского мастерства, представитель украинского авангарда. Был учителем фактически всех украинских операторов, пришедших в кино на рубеже 1920—1930-х годов: Даниила Демуцкого, Александра Лаврика, Николая Топчего, Юрия Екельчика, Николая Кульчицкого, Владимира Окулича, Алексея Панкратьева, Ивана Шеккера, Якова Кулиша и других. В своих воспоминаниях Иван Кавалеридзе характеризует Калюжного после их встречи в конце 1928 года в Одессе: «Калюжный — молодой человек, образованный, талантливый, выдающийся оператор».
После выхода кинофильма «Ливень» был подвергнут критике в печати; отмечалось, что Калюжный «окончательно заплутал в путах эстетизма». В связи с развернувшейся кампанией против формализма в Украине, опасаясь преследований, в 1931 году переехал в Москву. С Абрамом Роомом снял фильм «Манометр-2».
В 1932 году был арестован, но вскоре отпущен. Был приглашён А. В. Гальпериным преподавать в Государственный институт кинематографии, читал лекции по технике киносъёмки. Написал учебник по операторскому мастерству, рукопись хранилась у А. В. Гальперина и погибла во время войны.
Повторно арестован 2 декабря 1934 года как участник Украинской войсковой организации (УВО). Осуждён 4 марта 1935 года Особым совещанием при НКВД СССР по статье 58-11 к 5 годам ИТЛ. Наказание отбывал Ухтпечлаге. По воспоминаниям В. Я. Познаня в заключении заведовал обогатительной лабораторией асфальтитового рудника. 25 декабря 1937 года вновь арестован в Ухтпечлаге в посёлке Мадмас. 2 января 1938 года тройкой при УНКВД Архангельской области приговорён по статье 58–10 УК РСФСР к высшей мере наказания. 4 марта 1938 расстрелян. Место захоронения — Новая Ухтарка. Реабилитирован 26 декабря 1989 года Прокуратурой СССР по делу 1935 года.

## Фиьмография

### Оператор
- 1926 — Беня Крик
- 1926 — Борьба с вредителями (научно-популярный)
- 1926 — Подозрительный багаж
- 1926 — Синий пакет
- 1928 — Накануне
- 1928 — От руды к металлу (научно-популярный)
- 1929 — Ливень
- 1929 — Пилот и девушка
- 1930 — Весна идёт (документальный)
- 1930 — Канадская коммуна (документальный)
- 1930 — Право на женщину (совместно с В. Окуличем)
- 1931 — Кармелюк
- 1931 — Кукуруза (документальный)
- 1931 — Манометр-2 / Ликвидация прорыва на заводе «Манометр»

### Сценарист
- 1928 — От руды к металлу (научно-популярный, совместно с В. Занозой)
- 1933 — Автосцепка (вводно-производственный)[26]